# Штраус, Натан
Ната́н Штра́ус (нем. Nathan Straus; 31 января 1848, Оттерберг — 11 января 1931, Нью-Йорк) — американский промышленник, филантроп, гуманист, один из самых знаменитых и успешных коммерсантов в американской истории, основатель и совладелец крупнейшей американской сети универмагов «RH Macy & Co», а также владелец сети универмагов «Abraham & Straus». Потратил практически весь свой личный капитал на помощь беднякам Нью-Йорка, сионистское движение, библиотеки и здравоохранение. Активно выступал за обязательную пастеризацию молока. Построил станции пастеризации молока в 36 городах США. Открыл детские медицинские центры в Тель-Авиве и Иерусалиме. В память о нём в 1927 году названа Нетания — город в Израиле.

## Семья
Натан Штраус родился в немецком городе Оттерберг, земля Рейнланд-Пфальц. Он был третьим ребёнком в еврейской семье Лазаря Штрауса (1809—1898) и Сары Штраус (1823—1876). Кроме Натана, в семье ещё были ещё братья и сестры:
Эрмина Коэн (Штраус) (1846—1922), Исидор Штраус (1845—1912) и Оскар Соломон Штраус (1850—1926).
В 1854 году семья Штраус эмигрировала в США и обосновалась в городе Тэлботтон, штат Джорджия, где они открыли магазин. После окончания Гражданской войны семья из Джорджии переехала в Нью-Йорк, где отец Лазарь Штраус организовал компанию «L. Straus & Sons» специализирующуюся на производстве и продаже посуды.
Все сыновья семьи Штраус преуспели. Исидор Штраус совместно с братом Натаном был совладельцем крупнейшей американской сети универмагов: «RH Macy & Co», а также в течение короткого времени был членом Палаты представителей США. Младший брат Оскар Соломон Штраус был государственным секретарем Соединенных Штатов по торговле и труду в кабинете президента Теодора Рузвельта с 1906 по 1909 годы. Оскар Соломон Штраус стал первым еврейским министром в американском правительстве. Впоследствии служил послом США в Турции (1909—1910) и был советником президента Вудро Вильсона.
28 апреля 1875 года Натан женился на Гурхерц Лине (англ. Gutherz Lina, 1854—1930), у них родилось 6 детей, среди них Сисси Штраус (англ. Sissie Straus), ставшая женой Ирвинга Лемана, главного судьи Апелляционного суда.
В 1912 году во время крушения «Титаника» погибли брат Натана Исидор Штраус и его жена Ида.

## Карьера
Натан Штраус и его братья начали продавать посуду в торговой сети «RH Macy & Co» и стали партнерами в «Macy's» в 1888 году, а позже, в 1896 году, ещё и совладельцами. В 1893 году Натан и его брат Исидор выкупили долю Джозефа Векслера в компании «Abraham and Wechsler», которая занималась сухим хранением грузов. Компанию, которая базировалась в Бруклине, братья переименовали в «Abraham & Straus».
В конце 1880-х годов Натан Штраус начинает государственную службу в Нью-Йорке.
В 1889—1893 годах — президент Нью-Йоркского совета по вопросам здравоохранения.
В 1898 году отказался баллотироваться на пост главы города Нью-Йорк от Демократической партии.

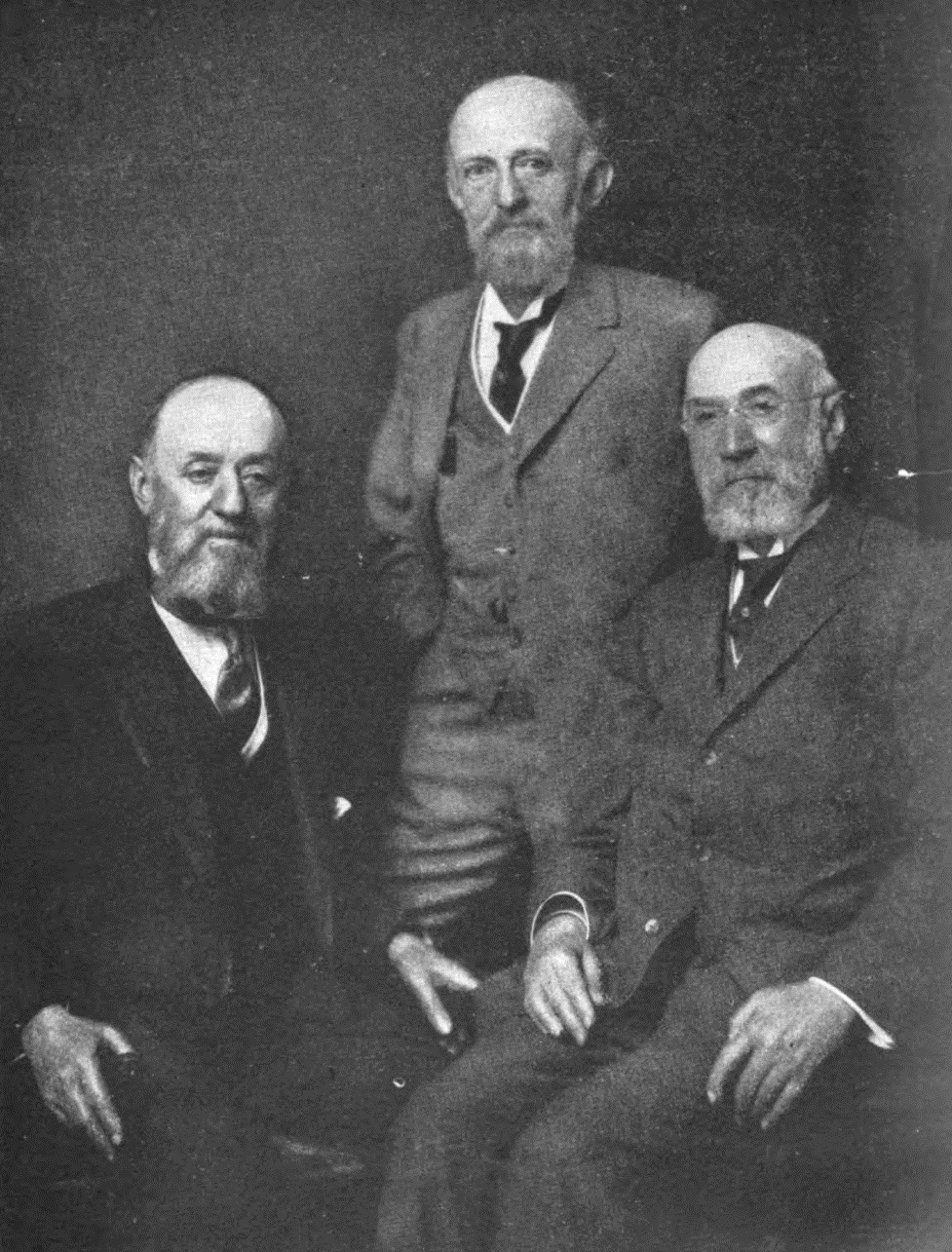
Братья Штраусы (слева направо): Натан, Оскар и Исидор

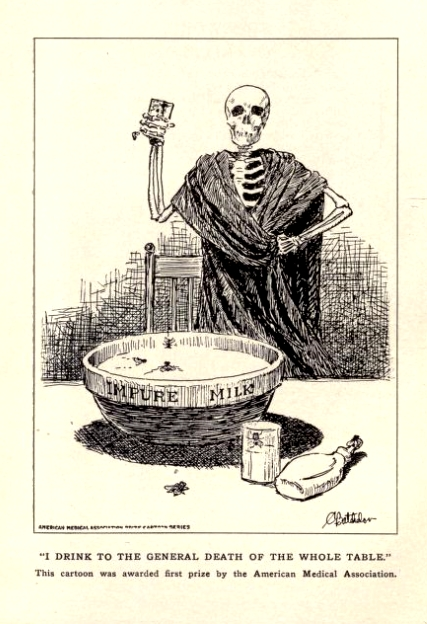
Иллюстрация в книге Натана Штрауса о пастеризации молока

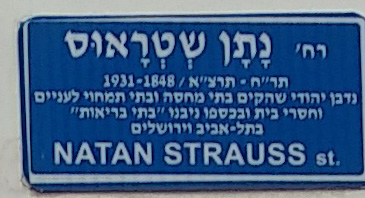
Улица имени Натана Штрауса в Тель-Авиве

## Гуманитарная деятельность
С 1892 года Натан развернул активную благотворительную деятельность в области пастеризации молока, чем дал множеству детей шанс выжить. В конце XIX — начале XX века детская смертность в Нью-Йорке была высокой — во многом из-за плохого молока, но в то время о пастеризации молока не только не задумывались, но даже считали это вредным для продукта и бесполезной тратой денег. Поводом для Натана стала смерть новорожденной дочери из-за зараженного молока во время путешествия семьи по Европе. Вскоре после этого на ферме Штраусов умерла внешне здоровая корова, но вскрытие показало, что у животного был туберкулез. Штраус понял, что дети заражаются и умирают от инфицированных коров, и что разработанная Луи Пастером в 1860-х годах технология нагревания и быстрого охлаждения молока убивает опасные микроорганизмы и делает молоко безопасным. Натан и его жена из личных источников профинансировали открытие лаборатории для пастеризации молока для детей и для борьбы с детской смертностью от туберкулеза.
Штраусы стали строить молочные станции в бедных районах и добиваться, чтобы всё продаваемое молоко подвергалось пастеризации. Кроме пастеризационной лаборатории в районе «Ист-Ривер пирса», был открыт склад для хранения пастеризованного молока, где молоко раздавалось неимущим. Чтобы не делать из раздачи молока подачку, что Натан считал унизительным, он взимал символическую цену в 5 центов за дневную порцию молока. Для тех, у кого не было и этих денег, через Армию спасения распространялись «молочные купоны».
Работой Натана были крайне недовольны фермеры, так как его деятельность приводила к дополнительным тратам. Фермеры утверждали, что пастеризация якобы вредна для здоровья. В 1895 году фермерам и их политическим сторонникам удалось привлечь Натана Штрауса к суду, где он получил условный приговор за якобы «порчу продукции, в частности, молока». Но Штраус продолжает создавать станции по пастеризации молока во всех частях города за свой счет. Эта борьба продолжалась много лет и завершилась в 1914 году, когда был принят «Закон об обязательной пастеризации». Это произошло уже после того, как в 1898 году Штраус стал президентом департамента здравоохранения города и немедленно пожертвовал оборудование для пастеризации городскому сиротному приюту. Натан и Лина Штраус построили 297 молочно-пастеризационных станций в 36 городах, используя только свой личный капитал.
Результатами этой филантропической деятельности стали следующие показатели:
- в 1891 году «молочная» смертность составила 24 % в Нью-Йорке, каждый четвёртый ребёнок умирал, не дожив до года, а из 20 111 детей, которых кормили пастеризованным на станциях Штрауса молоком, умерли только 6;
- на национальном уровне смертность детей снизилась со 125 на 1000 детей в 1891 году до 15 в 1925 году;
- по подсчётам ряда историков, Натан Штраус непосредственно спас жизни 450 000 детей.

Для борьбы с туберкулезом Натан открыл туберкулезный профилакторий в городе Лейквуд, штат Нью-Джерси, а позднее, в 1909 году, этот центр был переведен в город Фармингдейл того же штата.
В своей книге «Болезнь в молоке: исцеление — пастеризация» Натан и Лина Штраус писали: «Кормление детей непастеризованным молоком было основной причиной заражения их туберкулезом, брюшным тифом, скарлатиной, дифтерией и другими заболеваниями. Статистика детской смертности выглядела так: 1890 год — 25 % младенческих смертей в США, 1903 год — 15 % по США (в Нью-Йорке, где к этому времени пастеризация стала нормой, — 7 %). На сегодня детская смертность от молока составляет менее 1 %».
Таким образом, благодаря Натану Штраусу были спасены сотни тысяч детских жизней, и в 1911 году он был избран делегатом от США на Международном Конгрессе по защите детей в Берлине и также делегатом Конгресса по борьбе с детским туберкулезом в Риме.
Кроме всего, благотворительная деятельность Натана Штрауса не ограничивалась только пастеризацией молока — во время экономической депрессии 1893 года Штраус использовал свои молочные станции для продажи угля по самым низким ценам (5 центов за 25 фунтов) для тех, кто мог платить. Кто платить не мог, получал уголь бесплатно. Он открыл дома с меблированными комнатами для бедняков на 64 000 человек, где за 5 центов человек получал кровать и завтрак и организовал 50 000 обедов за 1 цент. В своих компаниях одним из первых работодателей США Натан начал субсидировать обеды своих работников после того, как заметил, что двое подчиненных в его компании голодали, чтобы сэкономить деньги и прокормить семью. В 1916 году, во время Первой мировой войны, он сдал в аренду свою яхту «Sisilina» береговой охране США, и на все полученные деньги закупал еду для осиротевших во время войны детей. Впоследствии на деньги Натана Штрауса кормили возвратившихся с войны солдат.
За двадцать лет до смерти на одном из обедов в его честь Натан Штраус сказал:

Я часто думаю о старой поговорке: «Мир — это моя страна, а делать добро — это моя религия. Перефразировав эту поговорку, я хотел бы сказать: Человечество — это мои родственники, а спасение детей — это моя религия, и у этой религии есть тысячи последователей».
Натан Штраус умер в возрасте 82 лет, истратив бо́льшую часть своего капитала на нужды малоимущих людей.

## Израиль
В 1912 году Натан впервые посетил Землю Израиля, и эта поездка изменила его жизнь. Как раз в это время его брат Исидор с женой Идой погибли в катастрофе на лайнере «Титаник». Натан, который тоже должен был плыть на этом корабле, отнесся к трагедии как к «знаку свыше» — что его жизнь была сохранена для помощи ишуву в Палестине. Натан Штраус создал там общественную научную школу для девочек и приложил огромные усилия в борьбе с малярией, трахомой и лёгочными заболеваниями. При Пастеровских институтах Иерусалима и Тель-Авива он открыл детские медицинские пункты помощи имени Натана и Лины Штраус и взял на себя их финансирование.
Израильский город Нетания на берегу Средиземного моря назван в честь Натана Штрауса. Его именем названы и улицы в Израиле.

## Связь Штраусов с Анной Франк
Сын Натана Штрауса — Натан младший (1889—1961) проходил обучение в Принстонском университете, откуда в 1908 году уехал на учёбу в Гейдельбергский университет, где познакомился с молодым ученым, историком искусств Отто Франком. Отто поступил на работу в «Macy’s» и вместе с Натаном Штраусом младшим отправился в Нью-Йорк. В 1909 году у Отто умер отец, и он вернулся в Германию, где женился, работал, воевал в Первую мировую войну на стороне Германии, но его семье пришлось покинуть страну из-за антисемитизма нацистов. Одной из дочерей Отто была Анна Франк.